# كريس مورتون
كريس مورتون (بالإنجليزية: Chris Morton)‏ هو متسابق دراجات نارية بريطاني، ولد في 22 يوليو 1956 في Davyhulme ‏ في المملكة المتحدة.